# Pedrosillo de Alba
Pedrosillo de Alba település Spanyolországban, Salamanca tartományban. Pedrosillo de Alba Valdecarros, Aldeaseca de Alba, Garcihernández, Tordillos és Gajates községekkel határos. Lakosainak száma 124 fő (2024).

## Népesség
A település népessége az elmúlt években az alábbi módon változott:
| Lakosok száma | 244  | 224  | 191  | 178  | 160  | 152  | 148  | 136  | 124  | 124  |
|               | 2001 | 2004 | 2007 | 2009 | 2012 | 2014 | 2017 | 2019 | 2022 | 2024 |